# Payolle
Pour les articles homonymes, voir Payolle (homonymie).
Payolle est un hameau de la commune de Campan. Il est situé au bord d'un lac sur le plateau de Payolle, à 1100 m d'altitude dans la vallée de Payolle, en Haute-Bigorre dans le département des Hautes-Pyrénées.
Ce plateau, orienté sud-est nord-ouest, donne accès aux cols de Beyrède (1417 m) et d'Aspin (1489 m). Il est parcouru par la route forestière de la Hourquette d'Ancizan (1638 m). Ces 3 cols ouvrent sur la vallée d'Aure.
Il héberge la station de ski de Payolle-campan, une station familiale sur un site labellisé France ski de fond. Il y a des boutiques et des restaurants. La journée nationale de la raquette en janvier est organisé à proximité du lac.

## Toponymie
Payolle est peut-être une variante de fajola « hêtraie » (cf. basque pʰago « hêtre »).

## Géographie
Le village de Payolle est situé au bord du lac du même nom. Ce lac, situé au fond de la vallée, à l'est, est créé par une retenue artificielle de l’Adour de Payolle, quelques centaines de mètres à peine après sa source. Le plateau de Payolle est situé sur la partie ouest de la vallée. Il fait le lien entre le pied de la Hourquette d'Ancizan, au sud-est et la vallée de la Gaoube et la vallée de la Séoube au nord-est. Les pieds du Col d'Aspin et du col de Beyrede ne donnent pas directement sur le plateau.
Administrativement, la vallée de Payolle appartient à 3 communes : Campan, Arreau et Ancizan. La particularité est que les communes d'Arreau et d'Ancizan sont situées de l'autre côté du Col d'Aspin (1489 m) et de la Hourquette d'Ancizan (1638 m), dans la vallée d'Aure.

## Économie
Actuellement, le village de Payolle vit principalement du tourisme. En hiver, le village devient une station de ski de fond. En été, des activités de randonnées pédestres et équestres sont proposées.
Au pied du Col d'Aspin se trouve une carrière de marbre. Cette carrière a été utilisée depuis l’époque romaine jusqu'en 1986. Ce marbre a servi, entre autres, à la construction du Grand Trianon. Elle n'est plus utilisée en tant que telle depuis 1986. Depuis 2004, l'association "Les Marbrés de l’Espiadet" propose des visites guidées du site.

## Galerie

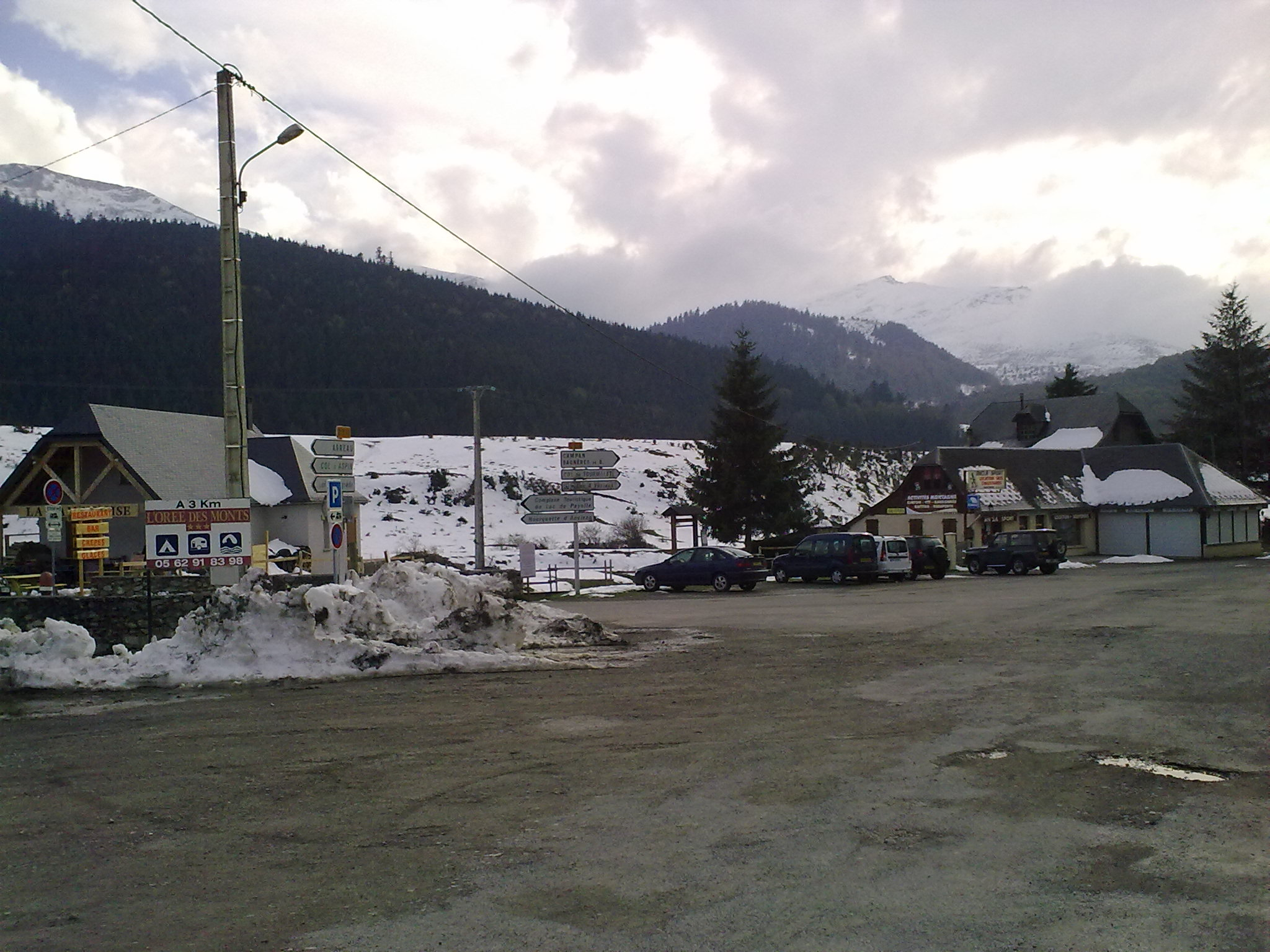
Payolle vue 1
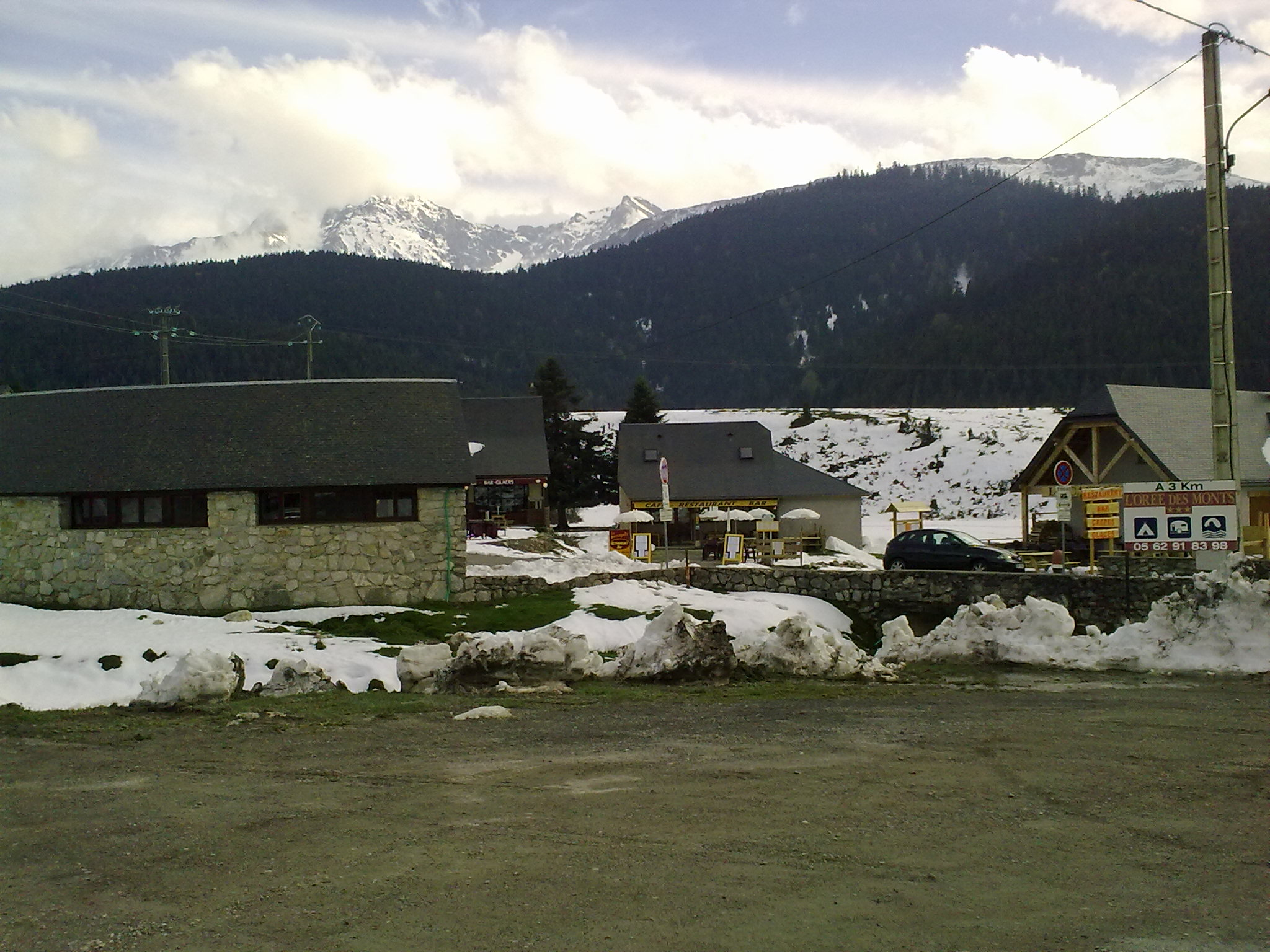
Payolle vue 2
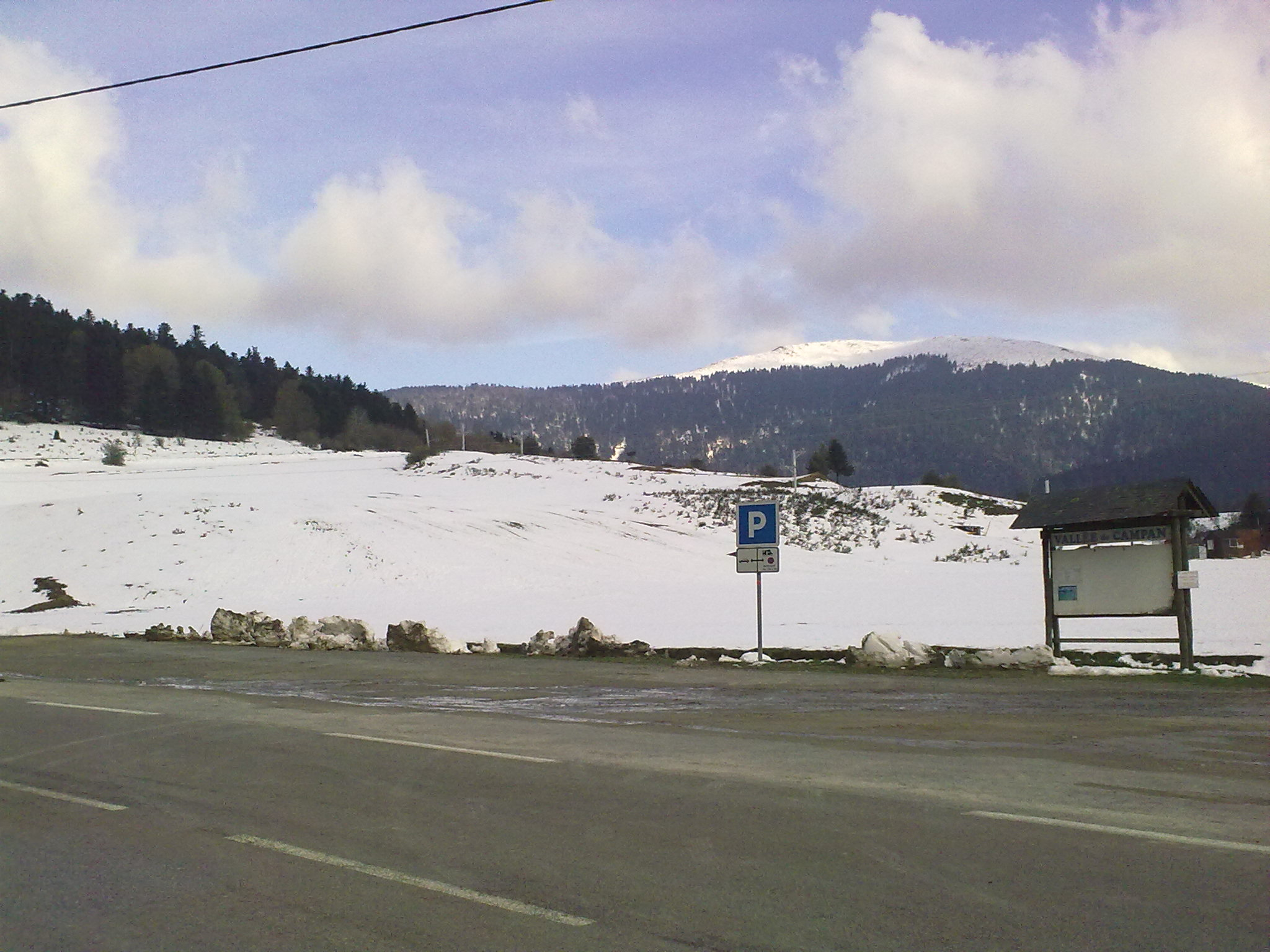
Payolle vue 3
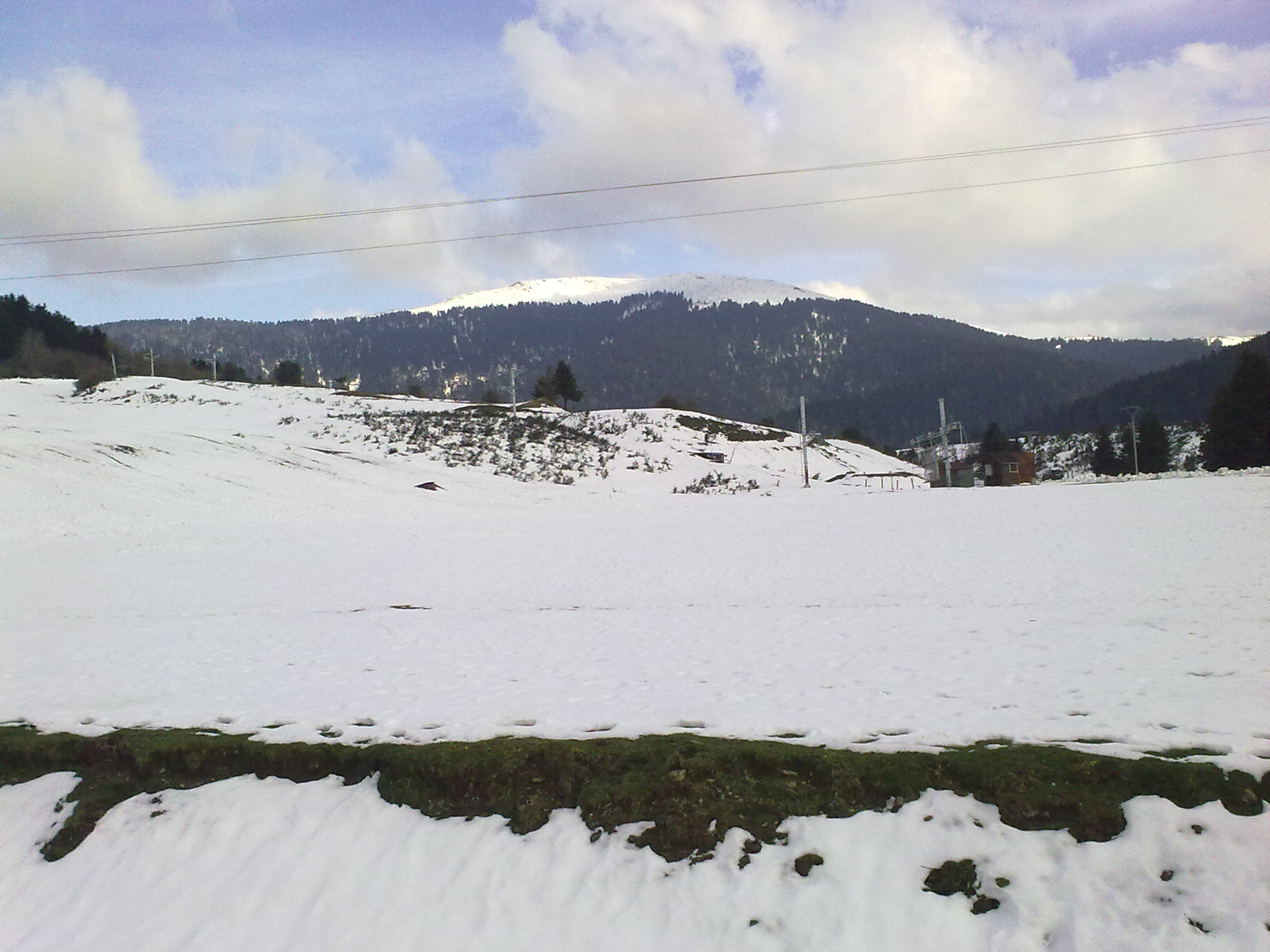
Payolle, la petite piste de ski et de luge
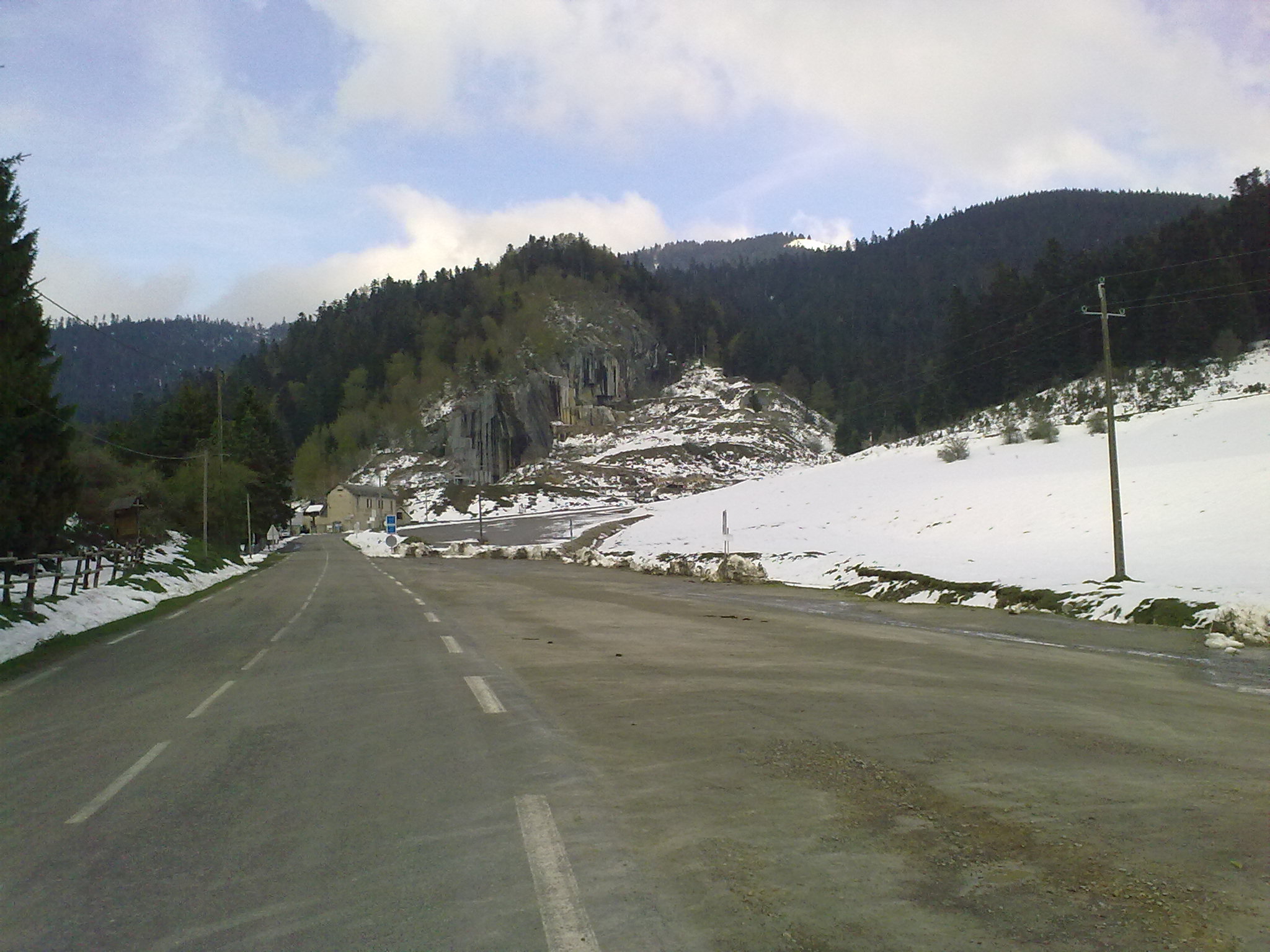
La D918 mène de Payolle au col d'Aspin